# Новый Будапештский квартет
Новый Будапештский квартет (венг. Új Budapest Vonósnégyes, англ. New Budapest Quartet) — венгерский струнный квартет, основанный в 1971 г. В том же году был удостоен премий на международных конкурсах в Вене и Риме.
Записал, в частности, все квартеты Людвига ван Бетховена, Иоганнеса Брамса и Белы Бартока.

## Состав
- Андраш Киш (венг. Kiss András) — скрипка
- Ференц Балог (венг. Balogh Ferenc) — скрипка
- Ласло Баршонь (венг. Bársony László) — альт
- Карой Ботвай (венг. Botvay Károly) — виолончель